# Lista de publicações da Turma da Mônica
Esta é uma lista de publicações da Turma da Mônica.

## Histórico
Os primeiros personagens que dariam origem a Turma da Mônica foram Bidu e Franjinha, publicados a partir de 1959 em tiras no jornal Folha da Manhã, atual Folha de S.Paulo.
No mesmo ano, Bidu ganhou uma revista em formato americano (17,6 x 25 cm). pela Editora Continental.
Entre 1970 e 1986, já como Turma da Mônica, as revistas passaram a ser publicadas pela Editora Abril em formatinho (formato introduzido pela editora Abril na revista O Pato Donald em 1952, no tamanho 13 x 21 cm).
No ano seguinte, passou a ser publicadas pela Editora Globo, onde ficou até 2006. A partir de 2007, foi firmado contrato entre os Estúdios Mauricio de Sousa e a Panini Comics  para a distribuição das revistas, além de publicações pela Panini, a L&PM lançou compilações de tiras no formato de bolso.

### Revistas
As revistas de linha são tradicionalmente publicadas mensalmente em formatinho. As revistas do Cascão, Chico Bento e Magali foram quinzenais até 2003.
Uma revista da Turma da Mônica, assim como as dos quadrinhos Disney, é uma revista mix (contendo histórias da Turma da Mônica e de outros núcleos como a Turma do Piteco). composta por histórias tradicionais, de um página, de três páginas e trazendo uma tira de meia página em formato vertical com três quadros.
As revistas da Mônica e do Cebolinha (desde a edição nº13 da segunda série da Panini) possuem lombada quadrada e as demais lombada canoa (com grampos).
- Mônica
  - Ed. Abril (1970-1986): 1-200
  - Ed. Globo (1987-2006): 1-246
  - Ed. Panini (2007-2015): 1-100
  - Ed. Panini (2015-2021): 1-70
  - Ed. Panini (2021-): 1-
  - Nota: Há registros de que a revista, quando se mudou para a Editora Globo, tenha vendido somente em janeiro e fevereiro, ou seja, os dois primeiros meses da franquia na casa, 7 milhões de revistas, recorde na época.
  - Curiosidade: Entre 1998 e 2002, uma revista extra foi acrescentada em algum mês de cada ano, fazendo serem publicadas 13 edições por ano no período. Não se sabe ao certo o motivo.
- Cebolinha
  - Ed. Abril (1973-1986): 1-168
  - Ed. Globo (1987-2006): 1-246
  - Ed. Panini (2007-2015): 1-100
  - Ed. Panini (2015-2021): 1-70
  - Ed. Panini (2021-): 1-
  - Curiosidade: Entre 1998 e 2002, uma revista extra foi acrescentada em algum mês de cada ano, fazendo serem publicadas 13 edições por ano no período. Não se sabe ao certo o motivo.
- Cascão
  - Ed. Abril (1982-1986): 1-114
  - Ed. Globo (1987-2006): 1-467
  - Ed. Panini (2007-2015): 1-100
  - Ed. Panini (2015-2021): 1-70
  - Ed. Panini (2021-): 1-
  - Curiosidade: Entre 1982 e 2003, nas editoras Abril e Globo, a periodicidade (tempo entre cada revista lançada) era quinzenal e tinha 36 páginas. A partir de 2003, a revista virou mensal e ficou com 68 páginas, assim como as revistas Mônica, Cebolinha, e Parque da Mônica. Em janeiro de 2023, todas as revistas (Mônica, Cebolinha, Cascão, Chico Bento, Magali e Turma da Mônica) passam a ser quinzenais, com 50 páginas cada uma.
- Chico Bento
  - Ed. Abril (1982-1986): 1-114
  - Ed. Globo (1987-2006): 1-467
  - Ed. Panini (2007-2015): 1-100
  - Ed. Panini (2015-2021): 1-70
  - Ed. Panini (2021-): 1-
  - Curiosidade: Entre 1982 e 2003, nas editoras Abril e Globo, a periodicidade (tempo entre cada revista lançada) era quinzenal e tinha 36 páginas. A partir de 2003, a revista virou mensal e ficou com 68 páginas, assim como as revistas Mônica, Cebolinha, e Parque da Mônica. Em janeiro de 2023, todas as revistas (Mônica, Cebolinha, Cascão, Chico Bento, Magali e Turma da Mônica) passam a ser quinzenais, com 50 páginas cada uma.
- Magali
  - Ed. Globo (1989-2006): 1-403
  - Ed. Panini (2007-2015): 1-100
  - Ed.Panini (2015-2021): 1-70
  - Ed. Panini (2021-): 1-
  - Curiosidade: Entre 1989 e 2003, na editora Globo, a periodicidade (tempo entre cada revista lançada) era quinzenal e tinha 36 páginas. A partir de 2003, a revista virou mensal e ficou com 68 páginas, assim como as revistas Mônica, Cebolinha, e Parque da Mônica. Em janeiro de 2023, todas as revistas (Mônica, Cebolinha, Cascão, Chico Bento, Magali e Turma da Mônica) passam a ser quinzenais, com 50 páginas cada uma.
- Tina
  - Histórias centradas no universo da Tina e seus amigos: Rolo, Pipa e Zecão
  - Ed. Panini (2009-): 1-
- Turma da Mônica
  - Geralmente retrata aventuras no Parque da Mônica.
  - Ed. Globo (com o título de Revista Parque da Mônica) (1993-2006): 1-168
  - Ed. Panini (2007-2015):1-100 (Originalmente Turma da Mônica: Uma Aventura no Parque da Mônica nos primeiros 44 números)
  - Ed. Panini (2015-2021): 1-70
  - Ed. Panini (2021-): 1-
- Turma da Mônica Extra
  - Retrata muitas aventuras da Turma da Mônica
  - Ed. Panini (2008-2014): 1-35
- Ronaldinho Gaúcho
  - Aventuras de Ronaldinho Gaúcho, infantilizado, interagindo ou não com a turma da Mônica.
  - Ed. Globo (2006): 1-3
  - Ed. Panini (2007-2015): 1-100
- Turma da Mônica Jovem
  - Aventuras da Turma da Mônica adolescente, em versão mangá.
  - Ed.Panini (2008-2016): 1-100
  - Ed.Panini (2016-2021): 1-52
  - Ed.Panini (2021-): 1-
- Monica's Gang
  - Republicação das histórias famosas da Turma da Mônica em inglês.
  - Ed.Panini (2009-2015): 1-65
  - Ed.Panini (Com o título de Monica and Friends) (2015-):1-68
- Mónica y Su Pandilla
  - Republicação das histórias famosas da Turma da Mônica em espanhol.
  - Ed.Panini (2009-2015): 1-65
  - Ed.Panini (Com o título de Mónica y sus Amigos) (2015-):1-68
- Chico Bento Moço
  - História do Chico Bento adolescente, versão mangá.
  - Ed. Panini (2013): 1-75
- Neymar Jr.
  - Outra revista baseada em uma versão infantil de um jogador de futebol.
  - Ed. Panini (2013-2015): 1-24
  - Ed. Panini (2015-2016): 1-3
- Turma da Mônica Geração 12 [15]

### Almanaques
Os Almanaques da Turma da Mônica trazem republicações das melhores histórias em formatinho/lombada quadrada.
Publicação bimestral(de 2 em 2 meses):
- Almanaque da Mônica
- Almanaque do Cebolinha
- Almanaque do Cascão
- Almanaque do Chico Bento
- Almanaque da Magali
- Almanaque da Turma da Mônica (Os almanaques das Turmas do Penadinho, Tina, Astronauta, Bidu e Mingau, Piteco e Horácio e Papa-Capim e Turma da Mata estão interligados ao almanaque.)
- Clássicos do Cinema Turma da Mônica
- As primeiras revistas Turma da Mônica: Coleção histórica

Publicação trimestral(de três em três meses):
- Almanaque Temático

Publicação anual(uma vez por ano):
- Mônica Especial de Natal

Publicação semestral(duas vezes no ano)
Almanaque de personagens que não possuem revistas próprias (exceto Tina, que ganhou mini-séries e uma revista solo pela Panini).
- Almanaque Turma do Penadinho
- Almanaque Turma da Tina
- Almanaque Turma do Astronauta
- Grande Almanaque Turma da Mônica de Férias
- Grande Almanaque Turma da Mônica
- Almanaque Historinhas de Uma Página
- Almanaque Historinhas de Duas Páginas
- Almanaque Historinhas de Três Páginas
- Almanaque Historinhas Sem Palavras
- Almanaque Bidu e Mingau
- Almanaque Piteco & Horácio (lançamento Março 2009)
- Almanaque Papa-Capim e Turma da Mata (lançamento Abril 2010)

### Passatempos
- Brincadeiras coma Turma da Mônica
- Turma da Mônica Baby para Colorir
- Sudokids
- Sudoku Turma da Mônica
- Sudoku Turma da Mônica Jovem
- Sudoku Turma da Tina

### Revistas que deixaram de ser publicadas
- Pelezinho
- Editora Abril (1977-1982): 1-60

Almanaque do Pelezinho
- Editora Abril (1977-1986)

As Melhores Piadas
- Editora Abril (1976-1978) (1986)

Tiras Especiais
- Editora Abril (1974-1975)

Bidu
- Editora Continental (1960): 1- (8?)

Gibizinho da Mônica
- Editora Globo (1991-1998): 1-84

Almanaque do Gibizinho Mônica
- Editora Globo (1997-2001): 1-46 ; 2ª série: (2003-2006): 1-40

### Clássicos do Cinema
Paródias a filmes conhecidos publicada pela Panini Comics a partir de 2007. Republicou algumas histórias do Gibizão, e outras de gibis normais.
1. Horacic Park - Paródia de Jurassic Park: Parque dos Dinossauros.
2. O Imundo Perdido - Horacic Park - Continuação, parodiando O Mundo Perdido: Jurassic Park.
3. O Exterminador de Coelhinho sem Futuro - Paródia de O Exterminador do Futuro.
4. Coelhada nas Estrelas - Paródia de Star Wars Episódio IV - Uma Nova Esperança.
5. Titônica - Paródia de Titanic.
6. Comandante Gancho - Paródia de Hook - A Volta do Capitão Gancho.
7. Batmenino Eternamente - Paródia de Batman Eternamente.
8. Coelhada Nas Estrelas - O Feio Contra Ataca - Continuação, parodiando Star Wars Episódio V - O Império Contra Ataca.
9. Planeta dos Coelhinhos - Paródia de O Planeta dos Macacos.
10. Uma Noite no Estúdio - Paródia de Uma Noite no Museu.
11. Filmes de Terror - Compilação de três histórias republicadas, "A Bruxa de Blu", "A Bruxa de Blé" (a primeira com Mônica e a segunda com Chico Bento, ambas paródias de A Bruxa de Blair) e "Predadorzinho" (paródia de Predator, com um jovem Predador tentando pegar um animal de estimação humano).
12. Horacic Park III - Continuação, parodiando Jurassic Park III.
13. Filmes de Aventura - Compilação de três histórias, "Havaiana Jones e a Última Cruzada em Busca da Arca da Perdição" (Cascão invade um filme de um clone de Indiana Jones), "Bidu Bond é 007 Ossinhos" (Bidu parodiando James Bond) e "Os Diamantes São Eternos...Problemas" (outra paródia a 007, com Cascão perseguido pelo vilão Bold Finger; o título é citação a 007 - Os Diamantes São Eternos).
14. Comédias - Compilação de três histórias, Os Reis do Riso (um filme de comédia exibido no Parque da Mônica ganha vida), Me Largaram Aqui! (paródia a Esqueceram de Mim, com Cascão esquecido em um piquenique) e Querido Leitor, Encolhi a Turminha (paródia a Querida, Encolhi as Crianças).
15. Cascão Porker e a Pedra Distracional - Paródia de Harry Potter e a Pedra Filosofal, com Cascão como Harry.
16. Coelhadablanca - Paródia de Casablanca, na qual Cebolinha interpreta Rick Blaine (Humphrey Bogart) e Mônica interpreta Ilsa Lund (Ingrid Bergman).
17. O Burrico de Troia - Paródia à Ilíada, originalmente publicada no especial Clássicos da Literatura Turma da Mônica 2 pela Editora Globo.
18. Homem-Aranho - Compilação de histórias inspiradas no Homem-Aranha.
19. Magalice no País das Melancias - Compilação de histórias inspiradas em Alice in Wordeland (1951).
20. Transfofos - Paródia de Transformers.
21. O Galodiador - Paródia de Gladiador.
22. Coelhada Nas Estrelas - O Retorno de Jedito -  O último capítulo da saga de Cascão Caiuóqui parodiando Star Wars Episódio VI - O Retorno de Jedi.
23. As Panterelas - Paródia de As Panteras e As Panteras: Detonando.
24. Avaturma - Paródia de Avatar, com imagens em 3D.
25. Múmias - Compilação de histórias com filmes e contos sobre múmias, como O Regresso da Múmia.
26. Coelho de Ferro - Paródia de Homem de Ferro, com Cebolinha como Tony Stark/Homem de Ferro.
27. Lanterninha Verde - Paródia de Lanterna Verde.
28. Aventura Medieval - Compilação de histórias sobre contos medievais.
29. Tô na História - Paródia de Toy Story e suas continuações.
30. Peraltas do Caribe - Paródia de Piratas do Caribe: A Maldição do Pérola Negra .
31. Histórias de Detetives - Todas as paródias de filmes de detetive.
32. Trônica - Paródia de Tron e Tron: O Legado.
33. Menino-Aranha - Paródia de Homem-Aranha.
34. Batmenino & Cascóbin - Paródia dos filmes do Batman. Sequência de Batmenino Eternamente, com Cebolinha como Batman, Cascão como Robin e outros personagens como os vilões dos filmes.
35. Star Treko - Paródia de Star Trek.
36. Coelhada Para o Futuro - Paródia de De Volta Para o Futuro.
37. Esse Espelho É Meu - Paródia de Espelho, Espelho Meu.
38. Os Vingadoidos - Paródia de Os Vingadores. Sequência de Coelho de Ferro. Além de Cebolinha, conta também com Chico Bento como Capitão América, Astronauta como Thor, Xaveco como Bruce Banner/Hulk e o Louco como Loki.
39. ETês na Roça - Compilação de histórias do Chico Bento inspiradas em filmes de invasões alienígenas, como Sinais.
40. As Viagens de Cebolinha Gulliver - Paródia de As Viagens de Gulliver.
41. Super Home - Paródia de Superman, com Chico Bento como Superman.
42. King Gong - Paródia de King Kong.
43. Terror e Suspense - Paródias de thrillers, como A Nightmare on Elm Street, The Godfather  e O Predador.
44. Viagem ao Centlo da Tela - Paródia de Viagem ao Centro da Terra.
45. Vampiros - Paródias de histórias de vampiros.
46. O Senhor dos Pincéis - A Sociedade do Pincel - Paródia de O Senhor dos Anéis: A Sociedade do Anel
47. X-Mônica - Paródia de X-Men: O Filme.
48. MoniCop - Paródia de RoboCop.
49. Caipirão América: O Primeiro Vingadoido - Paródia de Capitão América: O Primeiro Vingador. Prequela de Os  Vingadoidos
50. Eparódia I: Trapaça Fantasma - Paródia de Star Wars Episódio I: A Ameaça Fantasma.
51. Caçadores da coelhada perdida - Paródia de Raiders of the Lost Ark
52. Gamebusters - Paródia de Os Caça-Fantasmas
53. Guardoidões da Galáxia - Guardiões da Galáxia
54. Esparódia II: Sotaque dos Clones - Paródia de Star Wars Episódio II: Ataque dos Clones.
55. Cascão Porker e a câmera secreta - Paródia de Harry Potter e a Câmara Secreta
56. Os Vingadoidos: Era de Sanson - Paródia de Os Vingadores: Era de Utron
57. Menino Aranha II - Paródia de Spider-Man 2
58. Batmenino Vs Superhomão - Paródia de Batman VS Super Homem
59. Eparódia III - A vingança dos psiths - Paródia de Star Wars II - A Vingança dos Sith.
60. Predadorzinho/O regresso da volta do retorno da múmia/O exterminador sem futuro
61. Cascão Porker e o prisioneiro de Alaskaban
62. O Galodiador - Paródia de Gladiador.
63. Etês na Roça
64. Histórias de Detetives
65. Menina-Maravilha - Paródia de Mulher-Maravilha
66. O Coiso - Paródia de IT
67. O Bugado - Paródia de O Chamado
68. O Senhor dos Pincéis - As Duas Cores - Paródia de O Senhor dos Anéis - As Duas Torres

### Edições especiais
- Cartelinha da Mônica (1970): Uma revista cheia de adesivos com a turma.
- A Bandinha da Turma da Mônica (1971).
- As melhores tiras da Mônica e do Cebolinha (1974).
- Os namorados! (1977): histórias da turma em clima romântico.
- Mônica e Cebolinha – No Mundo de Romeu e Julieta 1978).
- As melhores piadas do Roque Sambeiro (1985): Edição Especial baseada no grande sucesso da TV de então, a telenovela Roque Santeiro.
- Manual da Mônica (1979): Publicação da Editora Abril, seguindo a mesma linha dos Manuais Disney de então.
- Pelezinho 50 anos de Pelé (1980): Álbum especial com uma homenagem ao Pelé pelos seus 50 anos. Apresenta o novo desenho do Pelezinho, como um pré-adolescente.[18]
- Diário Escolar da Turma da Mônica (1982): publicação anual. Uma agenda diária escolar com calendários e outras informações educativas, ilustradas pela turma da Mõnica.
- Turma da Mônica - o maior gibi do mundo (2018), revista de 99,8 cm de altura por 69,9 cm de largura publicada com o objetivo de entrar para o Guinness World Records como maior gibi do mundo.

### Edições Comemorativas de Aniversário
- Mônica 10 anos (1969):Edição Comemorativa ( Nº 120 ) de aniverário, contendo a republicação do 1º Gibi da Mônica
- Almanaque Especial de 25 Anos da Turma da Mônica
- Jubilieu 25 Anos Turma da Mônica (Nº 171)
- Mônica 30 anos (1993): Edição comemorativa de aniversário. Republicada em 2004.
- Mauricio 30 Anos (1989): Edição comemorativa pelos 30 anos de carreira de Mauricio de Sousa com a Mônica. Republicada em 2004.
- Mônica 35 Anos (1998): Edição comemorativa de aniversário com um CD grátis. Também foi republicada em 2004.
- Mônica 40 Anos (2004): Edição de aniversário da Mônica, mais uma vez, só que foi publicada com um ano de atraso (a Mônica teria feito 40 anos em 2003).
- Cebolinha 10 anos: (Nº 120) Edição Comemorativa de aniverário, contendo a republicação do 1º Gibi do cebolinha
- Bidu 50 Anos
- Mônica 50 Anos
- Cebolinha 50 Anos
- Cascão 50 Anos
- Chico Bento 50 Anos
- Magali 50 Anos

### Cartilhas educativas
- A Turma da Mônica e o ECA (2009)
- A Turma da Mônica na prevenção ao uso de drogas - coletânea e materiais didáticos (2012)[19]
- A Turma da Mônica Jovem na prevenção ao uso de álcool e outras drogas (2012)
- A Turma da Mônica Jovem na prevenção ao uso do cr e outras drogas (2012)
- A Turma da Mônica - Trabalho infantil, nem de brincadeira (2013)[20]
- A Turma da Mônica e a Prevenção no trânsito (2013)[21]
- A Turma da Mônica e o Supremo Tribunal Federal (2018)
- A Turma da Mônica e o Estatuto da Criança e do Adolescente (2018)

### Outras Edições Especiais
- Mônica nas Olimpíadas (2004).
- Mônica - Natal com a Turma (2004).
- Cine Gibi - A Revista (2005).
- Cine Gibi 2 - A Revista (2006).
- Turma da Mônica - Uma Aventura no Tempo - A revista (2007)
- Turma da Mônica - Lostinho Perdidinhos nos Quadrinhos (2007): Paródia do seriado Lost, focando na primeira temporada.
  - Turma da Mônica - Lostinho: Finalmente... o Final (2011): Continuação, parodia as outras temporadas, principalmente a última.
- Maurício de Sousa - Biografia em quadrinhos (2007).
- Cine Gibi 3 - A Revista (2009).
- Turma da Mônica - Maico Jeca (2009): Histórias inspiradas em Michael Jackson, que falecera recentemente, uma delas inédita.
- Maurício de Sousa por 50 artistas (2009) - 50 cartunistas fazem homenagens para Maurício.
- Superendividados (2010) - Revista da turma que ensina as crianças a lidarem com o dinheiro.
- Cinegibi 4 - A Revista (2010).
- Maurício de Sousa por +50 artistas (2010) - 50 cartunistas fazem homenagens para Mauricio.
- Maurício de Sousa por Novos 50 artistas (2011) - 50 cartunistas fazem homenagens para Mauricio.
- Ouro da Casa (2012) - artistas que trabalham na Mauricio de Sousa Produções fazem homenagens para Mauricio.
- Graphic MSP - 2012 - atualmente
- Mônica(s) - artbook contendo artes de 150 artistas em homenagem aos 50 anos da personagem
- Mauricio de Sousa: Biografia em Quadrinhos (2015)
- Maurici80 (2015)
- Mauricio, o Início (2015), WMF Martins Fontes
- Livro De Colorir Mauricio de Sousa 80 Anos (2015) Sextante
- Turma da Mônica: Lendas Japonesas (2020) - Livro ilustrado com personagens da Turma da Mônica recontando lendas tradicionais do Japão Editora JBC [22]